# Оранжевая линия (MBTA)
Оранжевая линия (англ. Orange Line) — одна из четырёх линий Бостонского метрополитена в городе Бостон, Массачусетс, США.  Линия начинается в северних Бостонских пригородах Малден, Медфорд, и Сомервилл, пролегает через Бостонские райони Чарлстаун, Нортэнд, Даунтаун, Чайнатаун, Бэкбэй, и Саутэенд, и заканчивается в юге Бостона в районах Роксбери и Джамайка Плейн.

## Станции

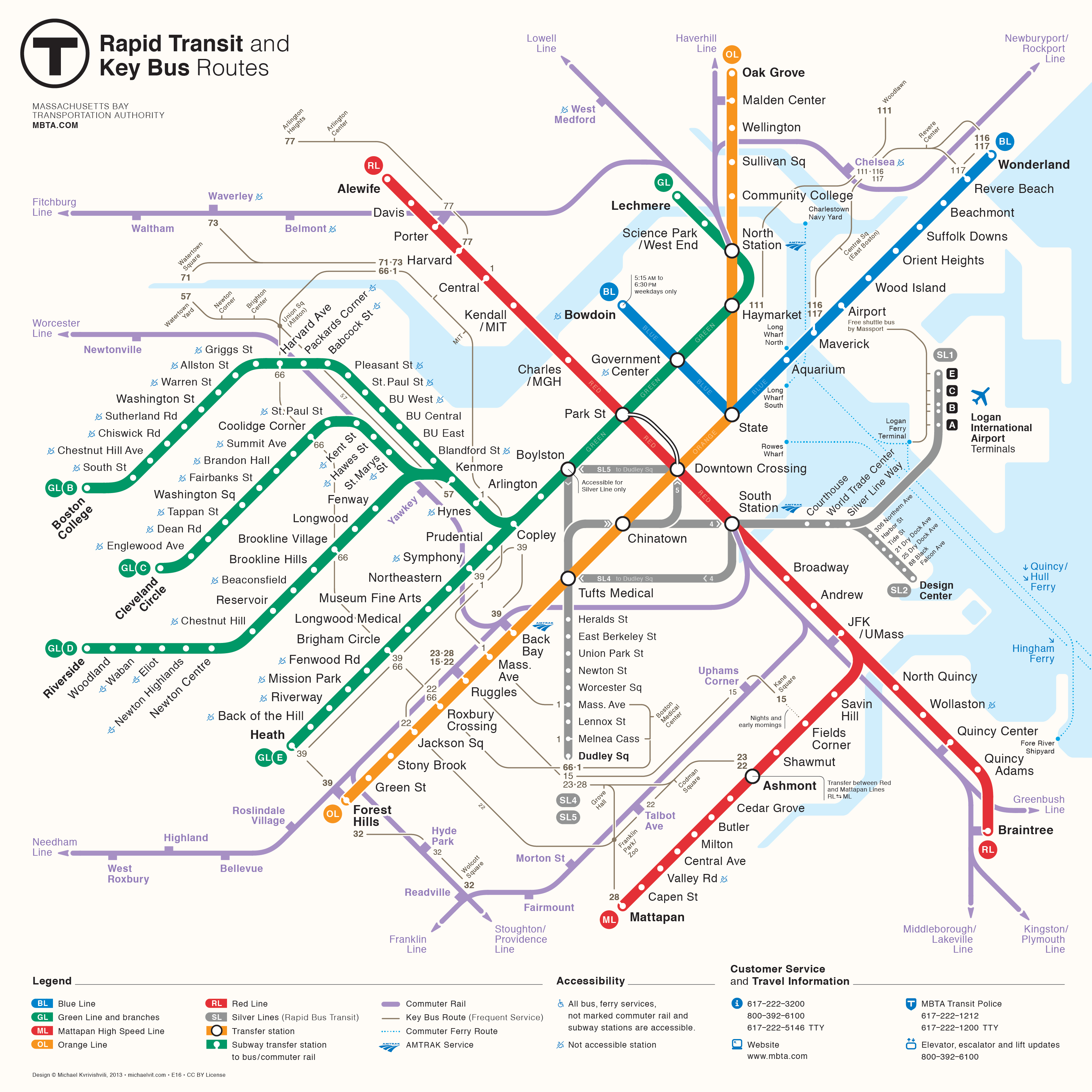
Схема Бостонского Метрополитена 2013 года

| Оранжевая линия      |                      |                     | |
| Русское название     | Английское название  | Дата открытия       | Пересадки |
| Оук Гроув            | Oak Grove            | 20 марта 1977 год   | Автобусы МВТА № 131, 132, 136, 137 |
| Малден Сентер        | Malden Center        | 27 декабря 1975 год | Линия пригородной железной дороги «Haverhill» Автобусы МВТА № 97, 99, 101, 104, 105, 106, 108, 131, 132, 136, 137, 411, 430 |
| Уеллингтон           | Wellington           | 6 сентября 1975 год | Автобусы МВТА № 97, 99, 100, 106, 108, 110, 112, 134, 710 |
| Ассембли             | Assembly             | 2 сентября 2014 год | |
| Сулливан Скуер       | Sullivan Square      | 7 апреля 1975 год   | Автобусы МВТА № CT2, 86, 89, 90, 91, 92, 93, 95, 101, 104, 105, 109, 194 |
| Каммюнити Колледж    | Community College    | 7 апреля 1975 год   | |
| Норт Стейшон         | North Station        | 7 апреля 1975 год   | Зелёная линия метрополитена · Линия пригородной железной дороги «Fitchburg» · Линия пригородной железной дороги «Lowell» · Линия пригородной железной дороги «Haverhill» · Линия пригородной железной дороги «Newburyport/Rockport» · Пассажирский Поезд «Downeaster» · Автобус МВТА № 4                                                                      |
| Хеймаркет            | Haymarket            | 7 апреля 1975 год   | Зелёная линия метрополитена · Автобусы МВТА № 4, 92, 93, 111, 191, 192, 193, 194, 325, 326, 352, 354, 426, 428, 434, 450 |
| Стейт                | State                | 30 ноября 1908 год  | Синяя линия метрополитена · Автобусы МВТА № 4, 92, 93, 191, 192, 193, 352, 354 |
| Даунтаун Кроссинг    | Downtown Crossing    | 30 ноября 1908 год  | Красная линия метрополитена · Серебряная линия (скоростной автобусный транспорт) · Автобусы МВТА № 7, 11, 501, 504, 505, 553, 554, 556, 558 |
| Чайнатаун            | Chinatown            | 30 ноября 1908 год  | Серебряная линия (скоростной автобусный транспорт) Автобусы МВТА № 11, 191 |
| Туфтс Медикал Сентер | Tufts Medical Center | 4 мая 1987 год      | Серебряная линия (скоростной автобусный транспорт) Автобусы МВТА № 11, 43, 191 |
| Бак Бей              | Back Bay             | 4 мая 1987 год      | Линия пригородной железной дороги «Providence/Stoughton» Линия пригородной железной дороги «Framingham/Worcester» Линия пригородной железной дороги «Franklin» Линия пригородной железной дороги «Needham» Высокоскоростной поезд «Acela Express» Пассажирский Поезд «Northeast Regional» Пассажирский Поезд «Lake Shore Limited» Автобусы МВТА № 10, 39, 170 |
| Массачусетс Авеню    | Massachusetts Avenue | 4 мая 1987 год      | Автобус МВТА № 1 |
| Ругглс               | Ruggles              | 4 мая 1987 год      | Линия пригородной железной дороги «Providence/Stoughton» Линия пригородной железной дороги «Franklin» Линия пригородной железной дороги «Needham» Автобусы МВТА № 8, 15, 19, 22, 23, 28, 42, 43, 44, 45, 47, CT2, CT3 |
| Роксбури Кроссинг    | Roxbury Crossing     | 4 мая 1987 год      | Автобусы МВТА № 15, 22, 23, 29, 44, 45, 66 Mission Hill Link |
| Джаксон Скуер        | Jackson Square       | 4 мая 1987 год      | Автобусы МВТА № 14, 22, 29, 41, 44 |
| Стоуни Брук          | Stony Brook          | 4 мая 1987 год      | |
| Грин Стрит           | Green Street         | 4 мая 1987 год      | |
| Форест Хиллс         | Forest Hills         | 4 мая 1987 год      | Линия пригородной железной дороги «Needham» Автобусы МВТА № 16, 21, 30, 31, 32, 34, 34E, 35, 36, 37, 38, 39, 40, 42, 50, 51, 192 |

## Галерея

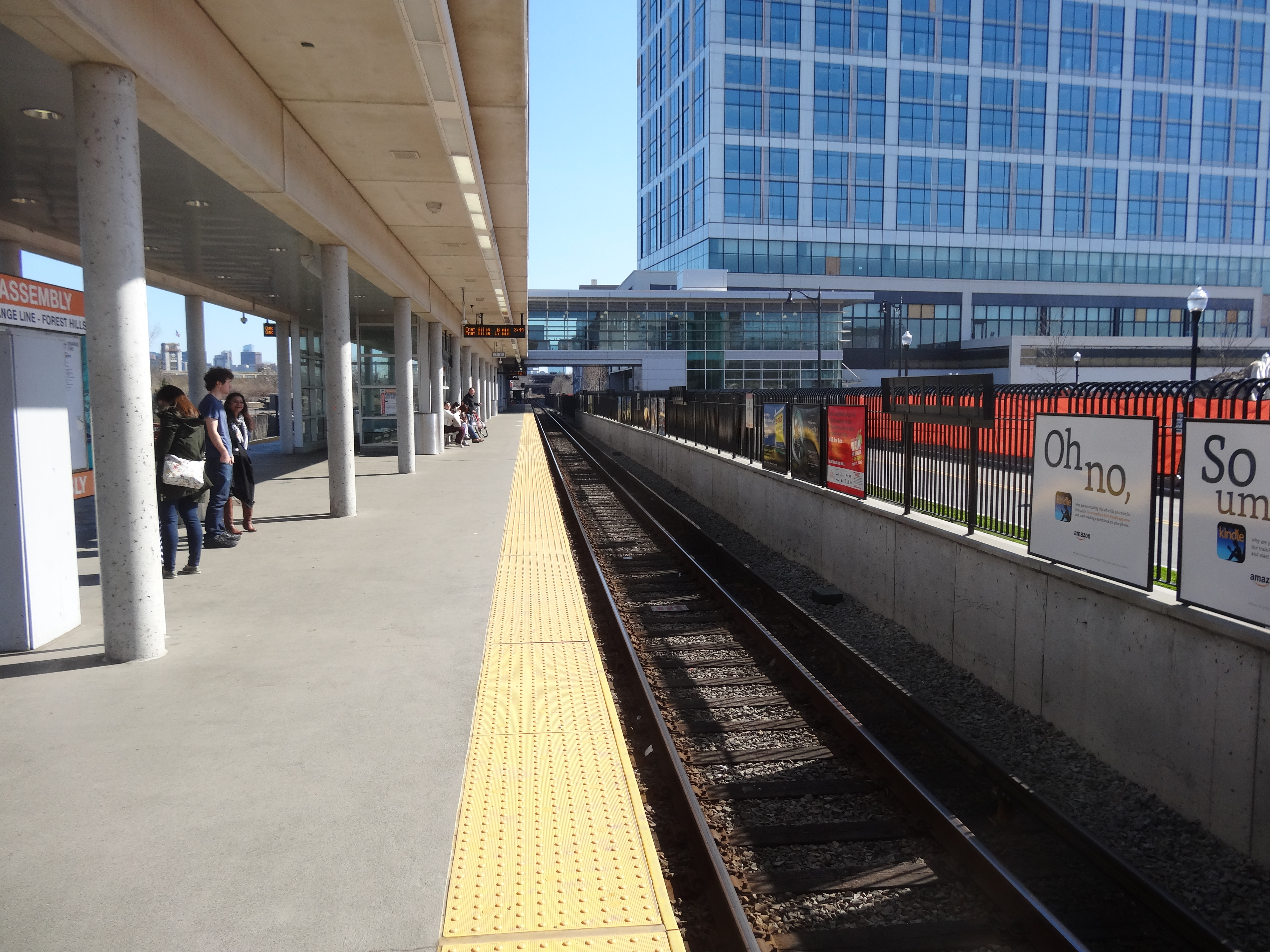
Станция Ассембли
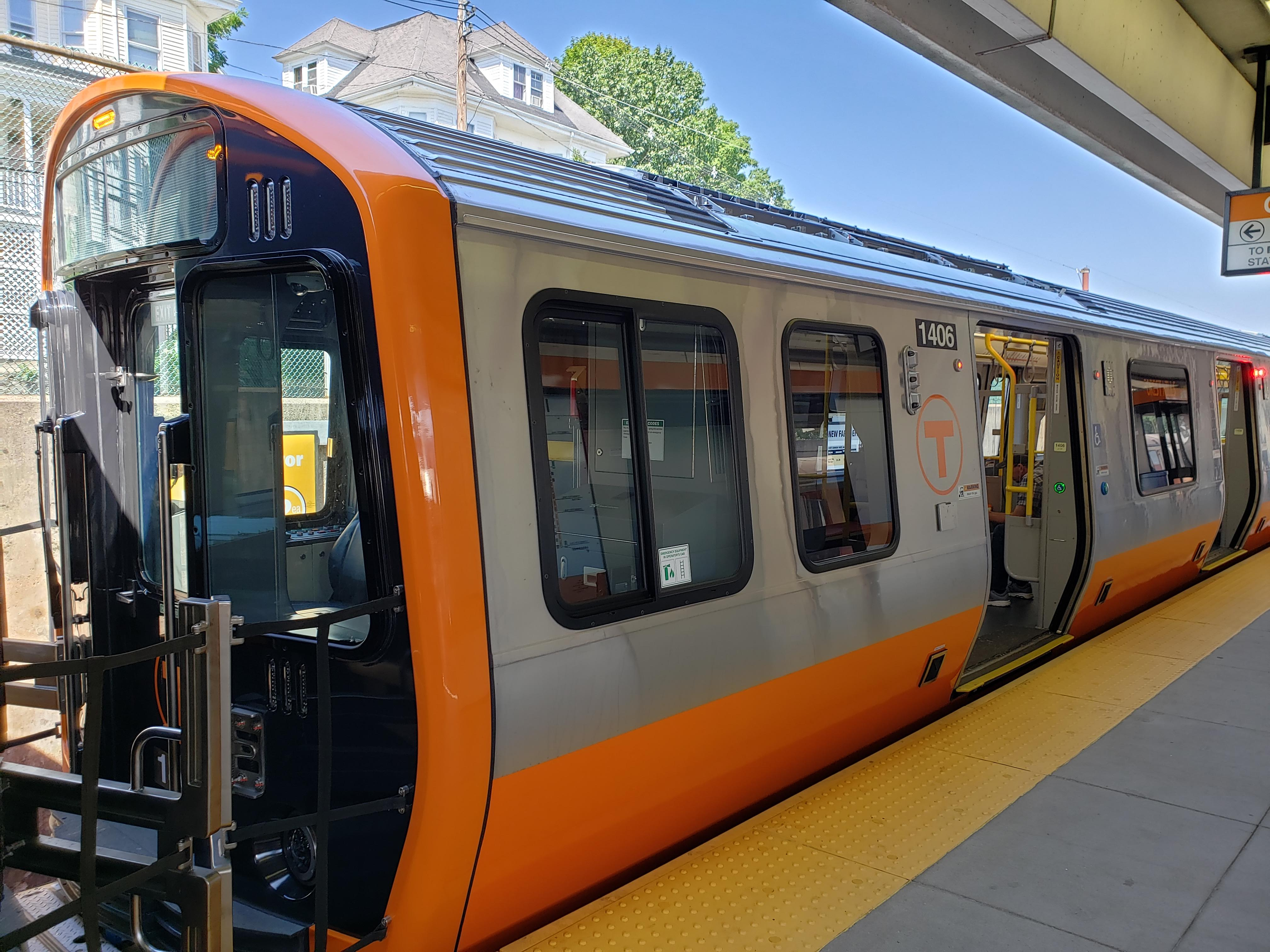
Новий вагон оранжевой линии
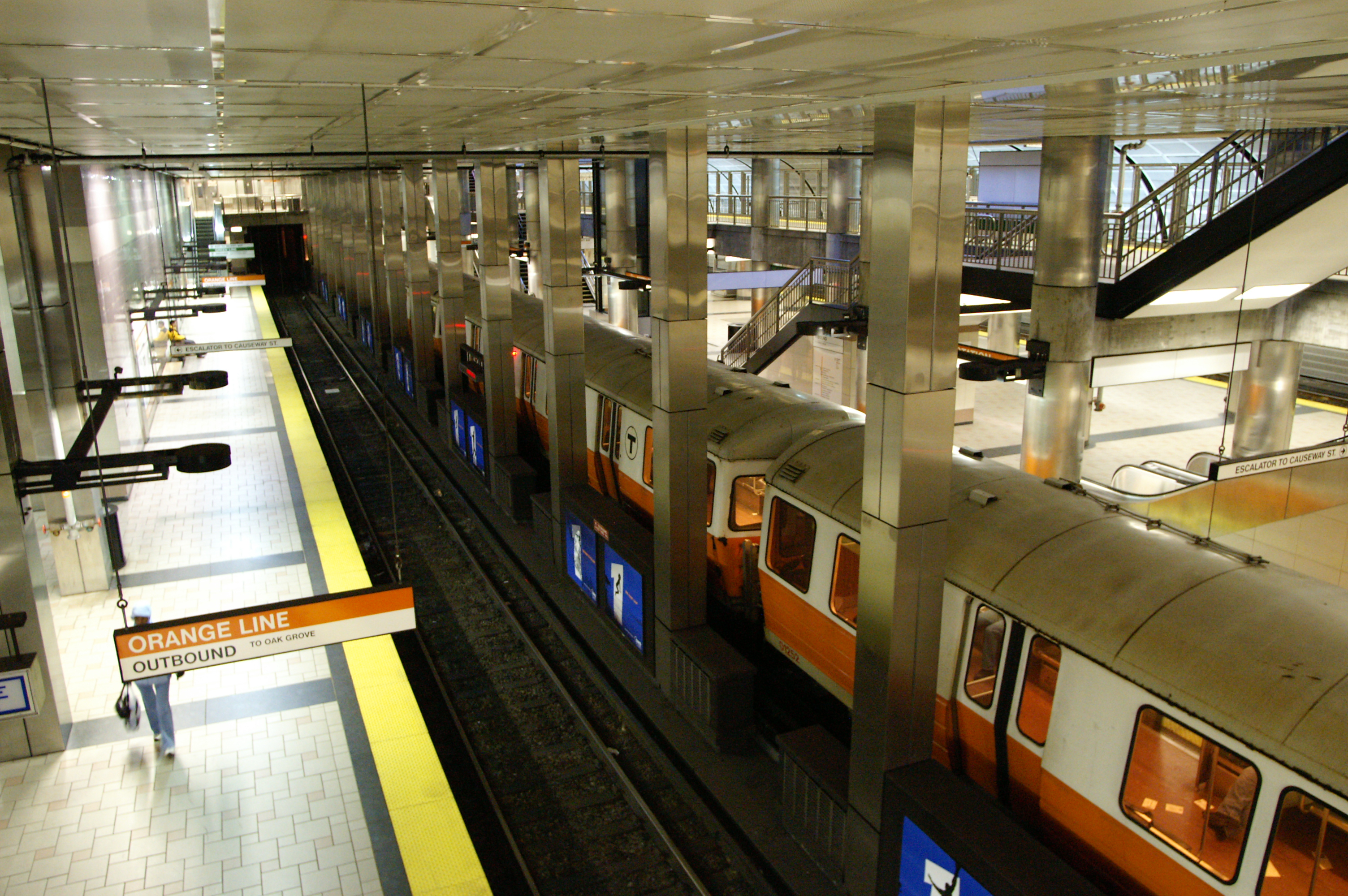
Станция Норт Стейшон
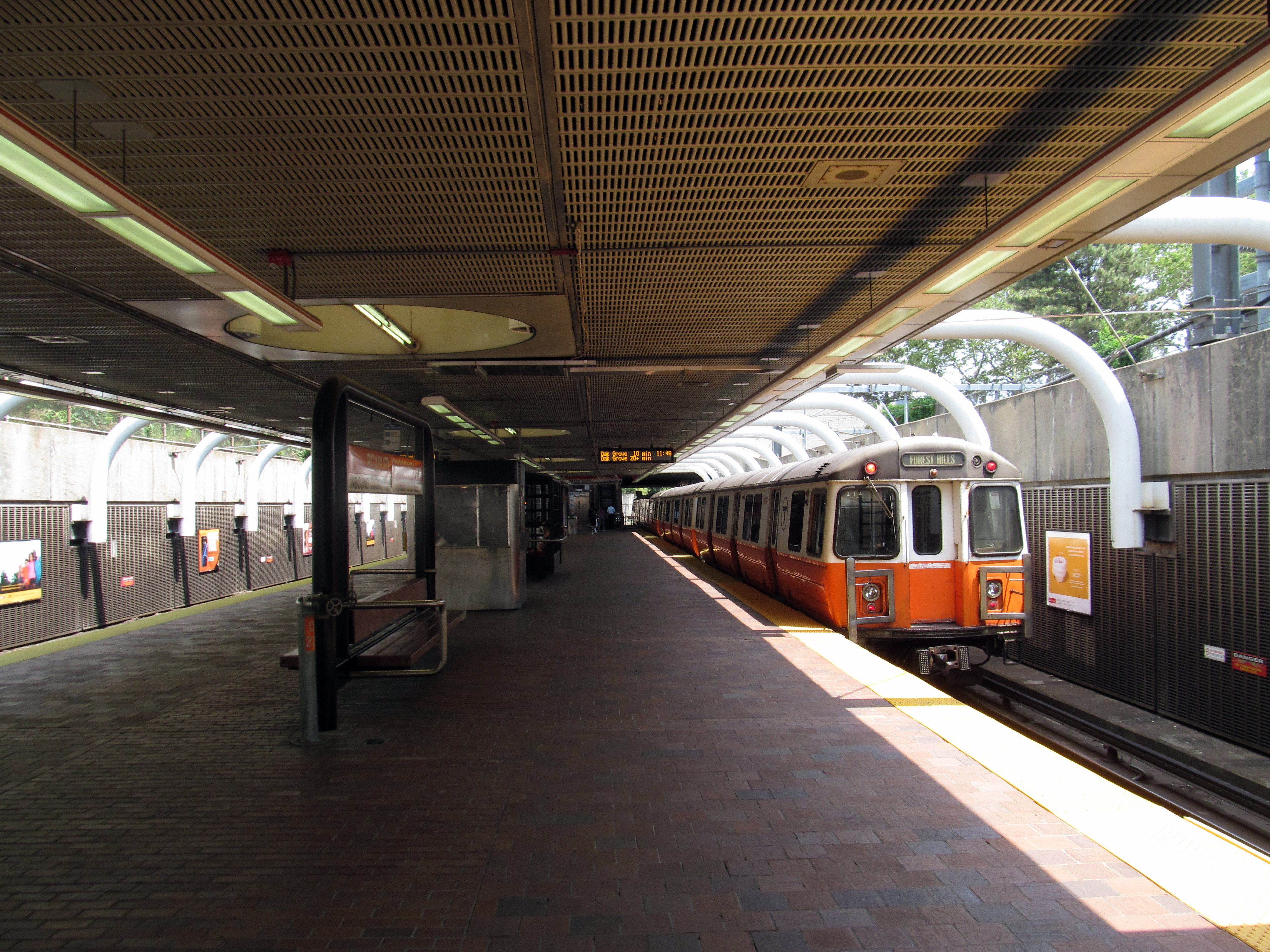
Станция Роксбури Кроссинг
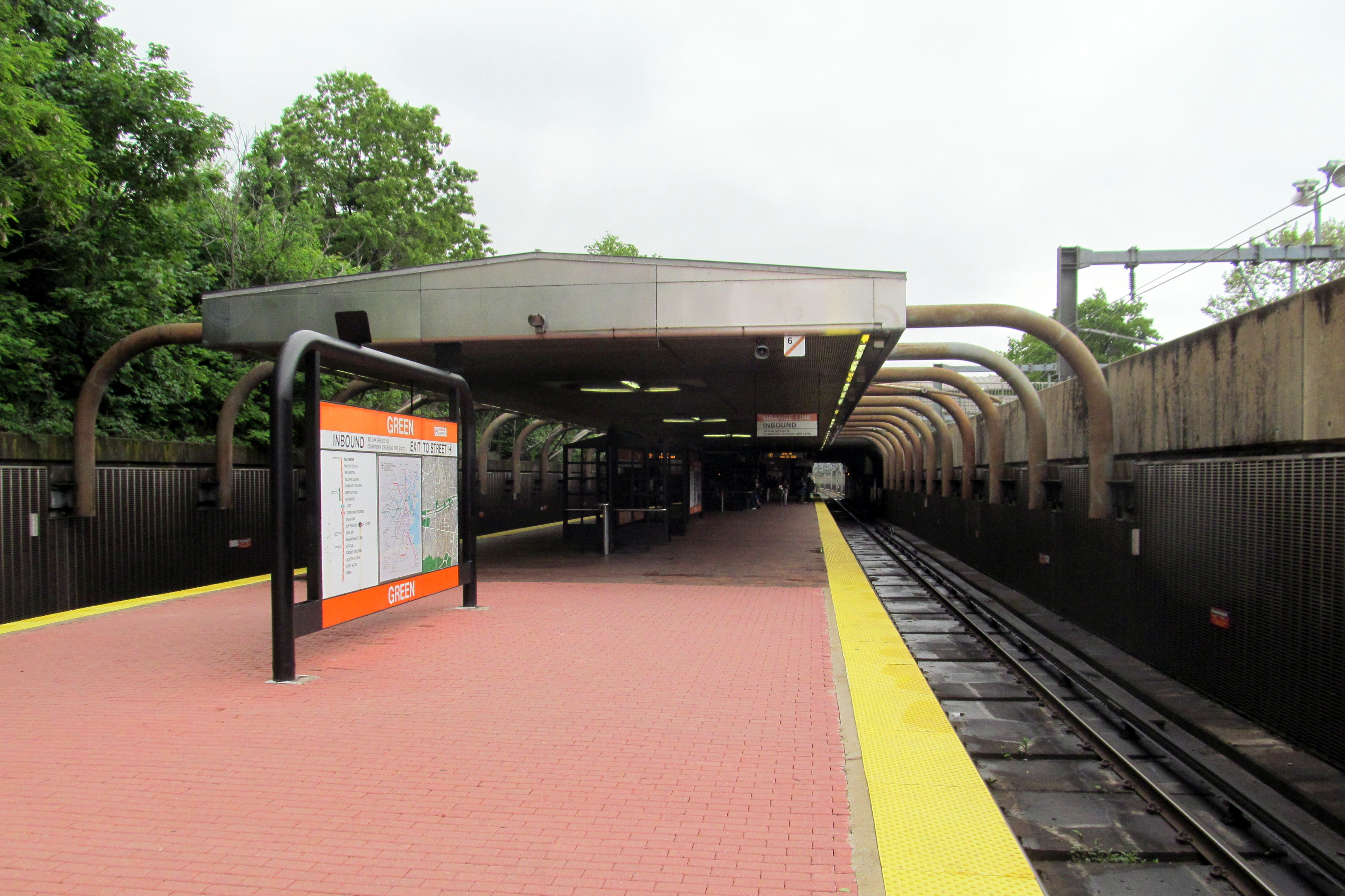
Станция Грин Стрит
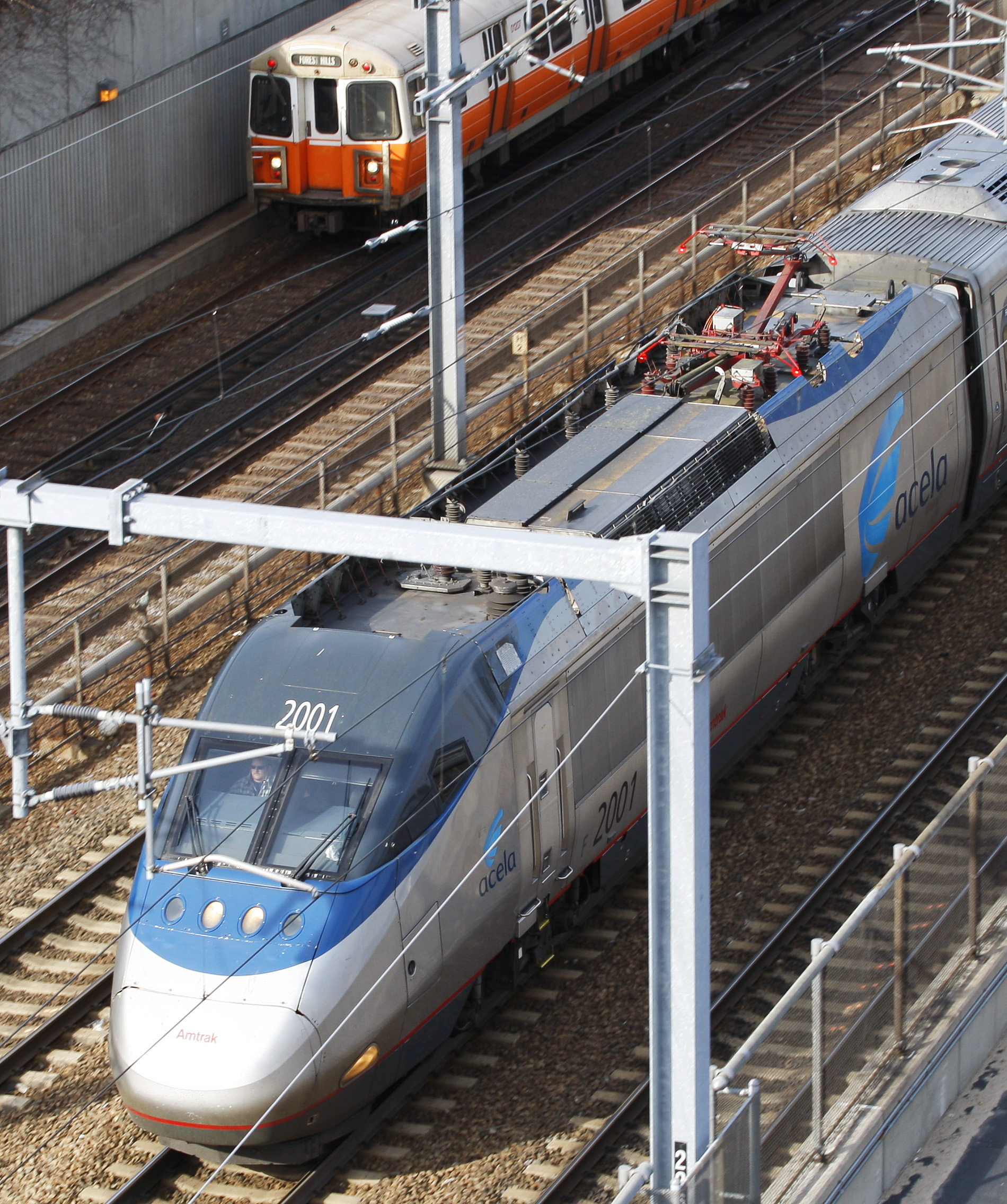
Высокоскоростной поезд «Acela Express» обгоняет вагонов оранжевой линии